# Татравагонка арена
Татравагонка арена (слч. Tatravagónka Arena; Zimný Štadión Mesta Poprad) вишенаменска је арена у Попраду, Словачка. Отворена је 1973. године и има капацитет за око 5.000 људи. Пре свега се користи за утакмице хокеја на леду и домаћи је терен локалним тимовима Леву, који игра у Континенталној хокејашкој лиги, те Попраду, који се такмичи у Словачкој екстралиги.